# Spermacoce lancea
Spermacoce lancea là một loài thực vật có hoa trong họ Thiến thảo. Loài này được (Hiern) Govaerts miêu tả khoa học đầu tiên năm 1996.